# Terre d'Oscar II

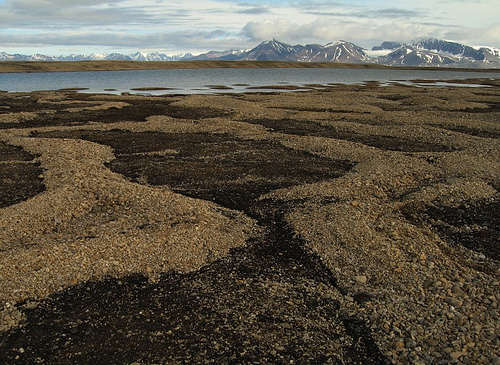
Eskers sur la Terre Oscar II

La Terre d'Oscar II est un territoire administratif norvégien situé sur l'île du Spitzberg au Svalbard, entre les fjords Isfjorden et Kongsfjorden.

## Géographie
Le glacier Sveabreen qui s'étend sur 30 km de long sépare la Terre d'Oscar II de la Terre James I.
Son point culiminant est le Hofgaardtoppen (en) (1 125 m).

## Histoire
Découverte en 1892 par Carl Anton Larsen à bord du Jason, elle a été nommée en l'honneur d'Oscar II, roi de Suède de 1872 à 1907 et de Norvège de 1872 à 1905.